# 위린시 (산시성)
위린(중국어 간체자: 榆林, 병음: Yúlín)은 중화인민공화국 산시성 (섬서성)의 지급시이다.

## 지리
위린은 성의 북쪽에 위치하고 북쪽으로 내몽골 자치구와 접한다. 위린의 북서쪽은 오르도스 사막으로 주변 지역은 사막화를 늦추기 위해 작은 관목들을 심어놓았다. 위린 시는 남북으로 뻗은 계곡을 토대로 토대로 하여 만들어졌다. 북동쪽으로 올라가면 서쪽과 북서쪽의 장관을 보기에 아주 좋은 지점이 있다.

## 기후
위린의 여름은 아주 덥고 건조하다. 가을은 낮에는 여전히 더우나 밤에는 상당히 시원해진다. 겨울은 일반적으로 온화하나 밤의 기온은 -25 °C까지 떨어지고 사막에서 상당히 차가운 바람이 분다. 봄에는 북서쪽으로부터 모래폭풍이 분다. 위린은 평균적으로 1년에 18번의 모래폭풍이 분다.
| 산시성 위린시의 기후                                          | 산시성 위린시의 기후 | 산시성 위린시의 기후 | 산시성 위린시의 기후 | 산시성 위린시의 기후 | 산시성 위린시의 기후 | 산시성 위린시의 기후 | 산시성 위린시의 기후 | 산시성 위린시의 기후 | 산시성 위린시의 기후 | 산시성 위린시의 기후 | 산시성 위린시의 기후 | 산시성 위린시의 기후 | 산시성 위린시의 기후 |
| 월                                                            | 1월                  | 2월                  | 3월                  | 4월                  | 5월                  | 6월                  | 7월                  | 8월                  | 9월                  | 10월                 | 11월                 | 12월                 | 연간                 |
| ------------------------------------------------------------- | -------------------- | -------------------- | -------------------- | -------------------- | -------------------- | -------------------- | -------------------- | -------------------- | -------------------- | -------------------- | -------------------- | -------------------- | -------------------- |
| 역대 최고 기온 °C (°F)                                        | 11.2 (52.2)          | 17.2 (63.0)          | 28.6 (83.5)          | 34.8 (94.6)          | 36.2 (97.2)          | 39.0 (102.2)         | 38.6 (101.5)         | 36.3 (97.3)          | 36.0 (96.8)          | 28.5 (83.3)          | 22.4 (72.3)          | 13.2 (55.8)          | 39.0 (102.2)         |
| 일평균 최고 기온 °C (°F)                                      | −0.6 (30.9)          | 4.4 (39.9)           | 11.3 (52.3)          | 19.1 (66.4)          | 24.5 (76.1)          | 28.7 (83.7)          | 29.9 (85.8)          | 27.5 (81.5)          | 22.6 (72.7)          | 16.3 (61.3)          | 8.3 (46.9)           | 1.0 (33.8)           | 16.1 (60.9)          |
| 일일 평균 기온 °C (°F)                                        | −8.0 (17.6)          | −2.9 (26.8)          | 4.2 (39.6)           | 11.7 (53.1)          | 17.6 (63.7)          | 22.1 (71.8)          | 23.8 (74.8)          | 21.6 (70.9)          | 16.3 (61.3)          | 9.5 (49.1)           | 1.5 (34.7)           | −5.9 (21.4)          | 9.3 (48.7)           |
| 일평균 최저 기온 °C (°F)                                      | −14.2 (6.4)          | −9.1 (15.6)          | −2.0 (28.4)          | 4.8 (40.6)           | 10.7 (51.3)          | 15.6 (60.1)          | 18.2 (64.8)          | 16.6 (61.9)          | 11.2 (52.2)          | 3.9 (39.0)           | −3.8 (25.2)          | −11.5 (11.3)         | 3.4 (38.1)           |
| 역대 최저 기온 °C (°F)                                        | −30.0 (−22.0)        | −28.5 (−19.3)        | −18.3 (−0.9)         | −10.5 (13.1)         | −2.8 (27.0)          | 5.1 (41.2)           | 10.4 (50.7)          | 5.4 (41.7)           | −2.7 (27.1)          | −10.4 (13.3)         | −20.2 (−4.4)         | −29.7 (−21.5)        | −30.0 (−22.0)        |
| 평균 강수량 mm (인치)                                         | 2.8 (0.11)           | 4.2 (0.17)           | 9.4 (0.37)           | 21.6 (0.85)          | 31.5 (1.24)          | 42.8 (1.69)          | 97.3 (3.83)          | 123.5 (4.86)         | 60.6 (2.39)          | 26.0 (1.02)          | 11.4 (0.45)          | 2.3 (0.09)           | 433.4 (17.07)        |
| 평균 강수일수 (≥ 0.1 mm)                                      | 2.1                  | 2.6                  | 3.5                  | 4.2                  | 6.2                  | 8.6                  | 10.6                 | 11.0                 | 9.0                  | 6.0                  | 2.9                  | 1.8                  | 68.5                 |
| 평균 강설일수                                                 | 3.4                  | 3.1                  | 1.9                  | 0.7                  | 0.1                  | 0                    | 0                    | 0                    | 0                    | 0.3                  | 1.8                  | 2.8                  | 14.1                 |
| 평균 상대 습도 (%)                                            | 52                   | 46                   | 40                   | 38                   | 40                   | 48                   | 60                   | 66                   | 66                   | 59                   | 55                   | 52                   | 52                   |
| 평균 월간 일조시간                                            | 194.4                | 190.3                | 227.6                | 247.1                | 283.6                | 271.4                | 251.4                | 234.8                | 211.2                | 221.0                | 196.1                | 187.6                | 2,716.5              |
| 가능 일조율                                                   | 63                   | 62                   | 61                   | 62                   | 64                   | 61                   | 56                   | 56                   | 57                   | 65                   | 66                   | 64                   | 61                   |
| 출처: 중국기상국 (평년값: 1991년~2020년, 극값: 1971년~2010년) |                      |                      |                      |                      |                      |                      |                      |                      |                      |                      |                      |                      |                      |

## 경제
지역민들 대부분이 아주 최저의 방식으로 살아가고 있지만 석탄 채굴은 탁월한 수입의 원천이 된다. 어떤 지역에서 석탄 채굴은 커다란 부를 가져왔다.
위린 서부의 새 유정 계획은 천연 가스 시추를 위한 것으로 지역 경제에 상당한 부를 가져올 것이다.
이러한 새 석유, 천연가스 개발은 페트로차이나와 국제 에너지 회사(로열더치쉘)이 협력하는 1999년 이래 중국에서 가장 큰 프로젝트이다. 2005년에 이 프로젝트는 건설과 시추 작업이 진행되었고 2007년부터 산시-징 제2송유관으로 가스를 보내고 있다. 연 가스 생산량 목표는 이 프로젝트가 완전한 생산 능력에 도달한 후에 30억 입방미터이다.

## 문화
상대적으로 격리되어 있어 도시에는 옛 성벽을 포함해 상당한 양의 고대 건축물이 남아있고 그 중 일부는 복구되었다. 다른 문화 유적으로 명나라 때 지어진 전베이타이 망루, 만리장성에 위치한 가장 큰 군사 요새, 만리장성의 원형과 복구된 부분이 포함된다. 게다가 진나라 때 지어진 고대의 장성이 마을 외곽을 따라 산재되어있다.
위린에서는 진어가 사용된다.

## 행정 구역

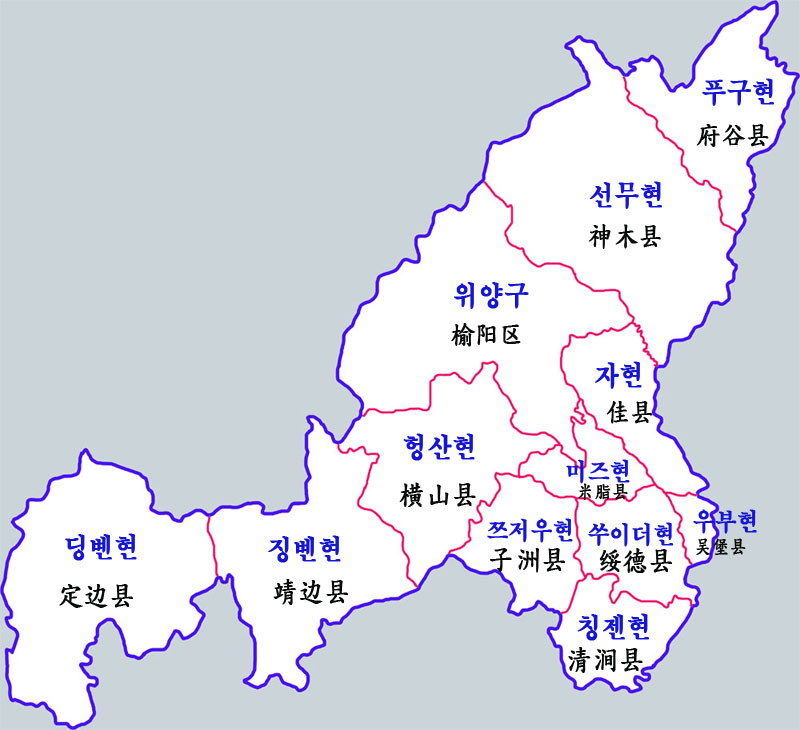
위린시 현급 행정구역도

2개 시할구, 1개 현급시, 9개 현을 관할한다.
시할구
- 위양구(榆阳区)
- 헝산구(横山区)

현급시
- 선무시(神木市)

현
- 푸구현(府谷县)
- 징볜현(靖边县)
- 딩볜현(定边县)
- 쑤이더현(绥德县)
- 미즈현(米脂县)
- 자현(佳县)
- 우부현(吴堡县)
- 칭젠현(清涧县)
- 쯔저우현(子洲县)

## 출신 인물
- 장헌충: 딩볜현 출신